# ブリタニア・スタジアム
Bet365スタジアム（bet365 Stadium）はイングランド、スタッフォードシャー、ストーク＝オン＝トレントにあるスタジアムで、ストーク・シティFCのホームスタジアムである。それまであったヴィクトリア・グラウンドに代わり1997年に1480万ポンドの費用で建設され、1997年8月30日に開場。センターサークル（ピッチ中央の円）の下には元選手のスタンリー・マシューズ（2000年2月死去）の遺灰が埋められている。UEFAの試合など、命名権を使用できない場合はストーク・グラウンド（Stoke ground）と表記される。

## 概要
1997年に開場。命名権はブリタニアが10年契約を結んだ。消滅後の2016年6月1日にbet365が取得。8月27日のこけら落としはロッチデールAFC戦で、1-1の引き分けだった。
またシーズンオフにはコンサートの開催が多くこれまでにボン・ジョヴィやブライアン・アダムス、バステッドらがコンサートを行った。
プレミアリーグ開催時のピッチサイズは100×64mであるが、UEFAヨーロッパリーグなどでは105×68mでなければならないため、白線を引き直している（芝生自体は105×68mに対応できる大きさとなっており、プレミアリーグでの試合時は戦略的に小さくしている）。

## 入場者数

### 平均入場者数
- 2004-05: 18,025 (フットボールリーグ1)
- 2005-06: 19,841 (チャンピオンシップ)
- 2006-07: 18,758 (チャンピオンシップ)
- 2007-08: 18,453 (チャンピオンシップ)
- 2008-09: 26,821 (プレミアリーグ)
- 2009-10: 27,162 (プレミアリーグ)
- 2010-11: 26,858 (プレミアリーグ)
- 2011-12: 27,226 (プレミアリーグ)
- 2012-13: 26,722 (プレミアリーグ)
- 2013-14: 26,137 (プレミアリーグ)
- 2014-15: 27,081 (プレミアリーグ)
- 2015-16: 27,534 (プレミアリーグ)